# 河野满
河野满（日语：／ Kōno Mitsuru，1946年8月13日—），青森县十和田市出身，日本男子乒乓球运动员，曾就读于专修大学。他曾获得3枚世界乒乓球锦标赛金牌，4枚银牌和4枚铜牌。